# As Quatro Irmãs
Little Women (bra: As Quatro Irmãs; prt: As Quatro Irmãs ou Quatro Irmãs) é um filme americano de 1933, do gênero drama romântico, dirigido por George Cukor, com roteiro de Sarah Y. Mason, Victor Heerman e Charles Brackett baseado no romance Little Women, de Louisa May Alcott.

## Sinopse
O filme mostra a vida de quatro irmãs durante a Guerra Civil Americana. A mãe passa a chefiar a família que enfrenta grandes dificuldades e é sempre ajudada pelo vizinho, Sr. Laurence.

## Elenco
- Katharine Hepburn  ... Jo
- Joan Bennett       ... Amy
- Paul Lukas         ... prof. Bhaer
- Edna May Oliver    ... tia March
- Spring Byington    ... Marmee March

## Prêmios e indicações
| Premiação  | Categoria               | Recipiente                     | Resultado |
| ---------- | ----------------------- | ------------------------------ | --------- |
| Oscar 1936 | Melhor filme            | Melhor filme                   | Indicado  |
| Oscar 1936 | Melhor diretor          | George Cukor                   | Indicado  |
| Oscar 1936 | Melhor roteiro adaptado | Sarah Y. Mason, Victor Heerman | Venceu    |